# جانانلو (خداآفرین)

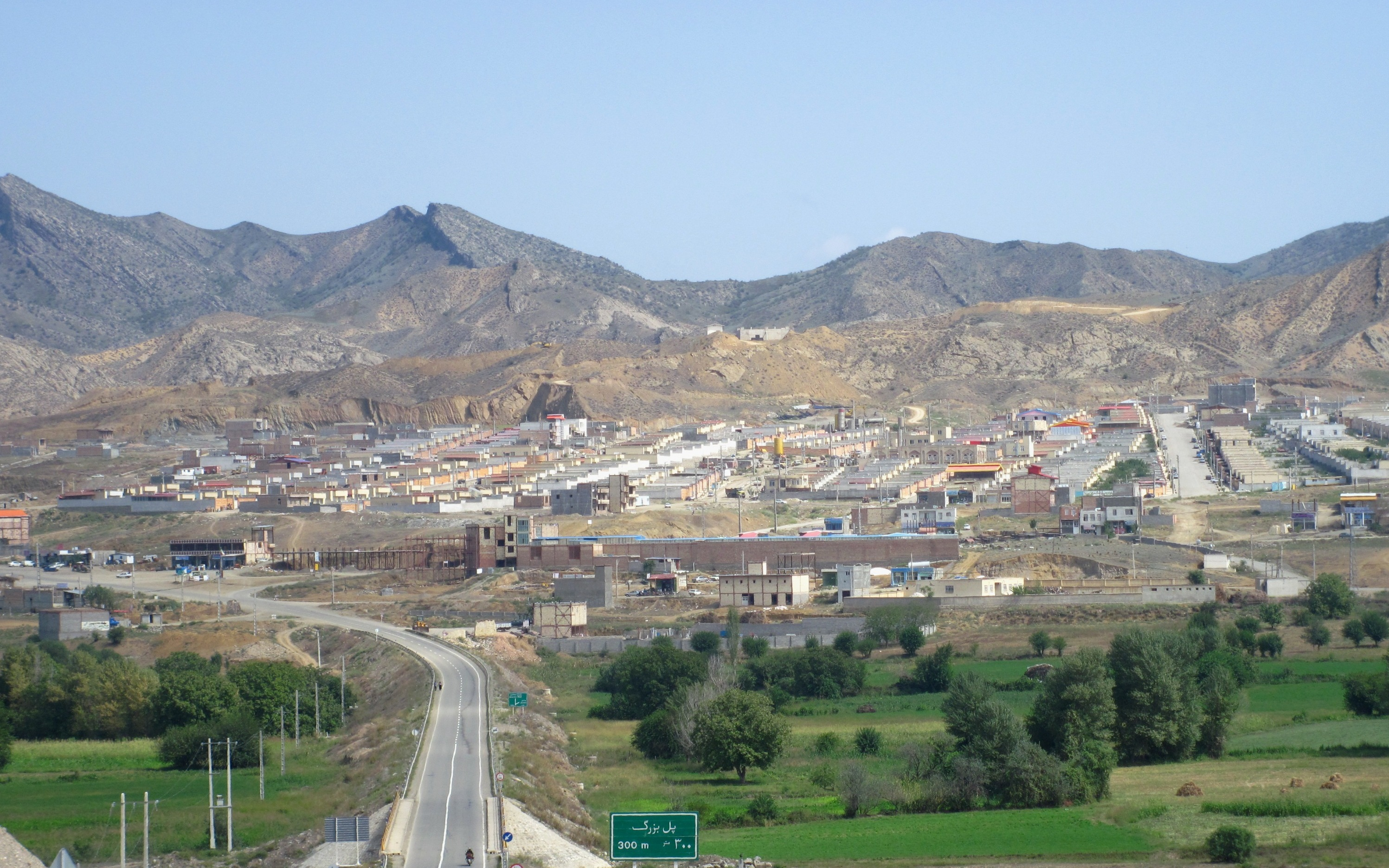
تصویری از جانانلو در پاییز ۱۳۹۰.

جانانلو (Jananlu) یکی از روستاهای استان آذربایجان شرقی است که در دهستان منجوان شرقی بخش منجوان شهرستان خداآفرین واقع شده‌است. بر اساس سرشماری ۱۳۸۵، جمعیت روستا ۶۰۴ نفر در ۱۵۳ خانواده بود. یک آمارگیری اخیر جمعیت را ۱۷۸۶ نفر در۴۹۶ خانوار اعلام کرده‌است. بدین ترتیب، جانانلو، احتمالاً، بالاترین رشد جمعیت را در میان روستاهای منطقه ارسباران داراست، و و عملاً به شهر (شهرک ارس) تبدیل شده‌است.

## اطلاعات بیشتر
- در آستانه انقلاب سفید، که نقشی عمده در فروپاشی نهایی ساختار ایلی ایران داشت، تیره ای از ایل محمد خانلو، شامل ۶۰ خانوار، از روستای جانانلو به عنوان قشلاق استفاده می‌کردند.[۴] در آن‌زمان، بر اساس جلد چرم فرهنگ جغرافیایی ایران، "جانانلو محلی مالاریائی بود و ۲۸۴ تن سکنه داشت.[۵]
- اخیراً جاده ترانزیتی کلیبر—جانانلو، به طول ۴۰ کیلومتر، افتتاح شده‌است[۶] و انتظار می‌رود در ارتقا اقتصاد محل نقش اصلی داشته باشد. از طرف دیگر قرار گرفتن بخشی از منطقه آزاد تجاری-صنعتی ارس در جانانلو به رشد اقتصادی روستا کمک خواهد کرد.
- عاشیق عبدالعلی نوری در سال ۱۳۱۸ در روستای جانانلو به دنیا آمد و در خرداد ۱۳۸۲ دار فانی را وداع گفت. عاشیق عبدالعلی، شاگرد عاشیق خیرالله بوده و در اکثر زمینه‌های شعر هجایی آذربایجانی از جمله بایاتی، قوشما، گرایلی و تابان آثاری از خود به یادگار گذاشته‌است. او بیش از ۵۰ سال فعالیت هنری در زمینه موسیقی عاشیقی داشت و به خاطر داشتن صدای دل‌انگیز دارای شهرت فراوانی بود. عاشیق عبدالعلی بعد از انقلاب توسط وزارت فرهنگ و ارشاد اسلامی در بسیاری از فستیوال‌های داخلی و خارجی شرکت کرده و مقام‌های قابل توجهی به‌دست‌آورد.[۷][۸]